# Palazzo Varano

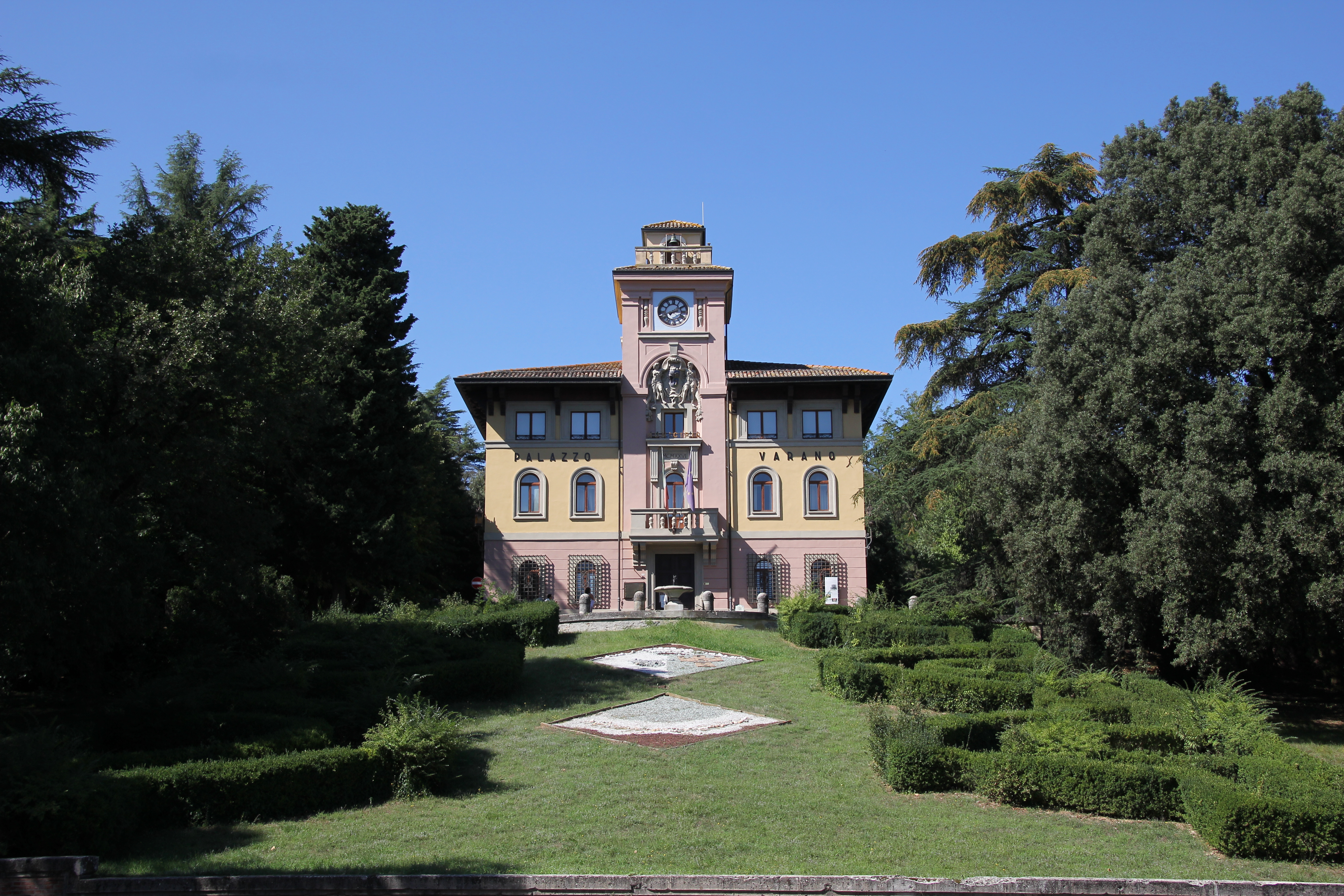
Palazzo Varano in Predappio

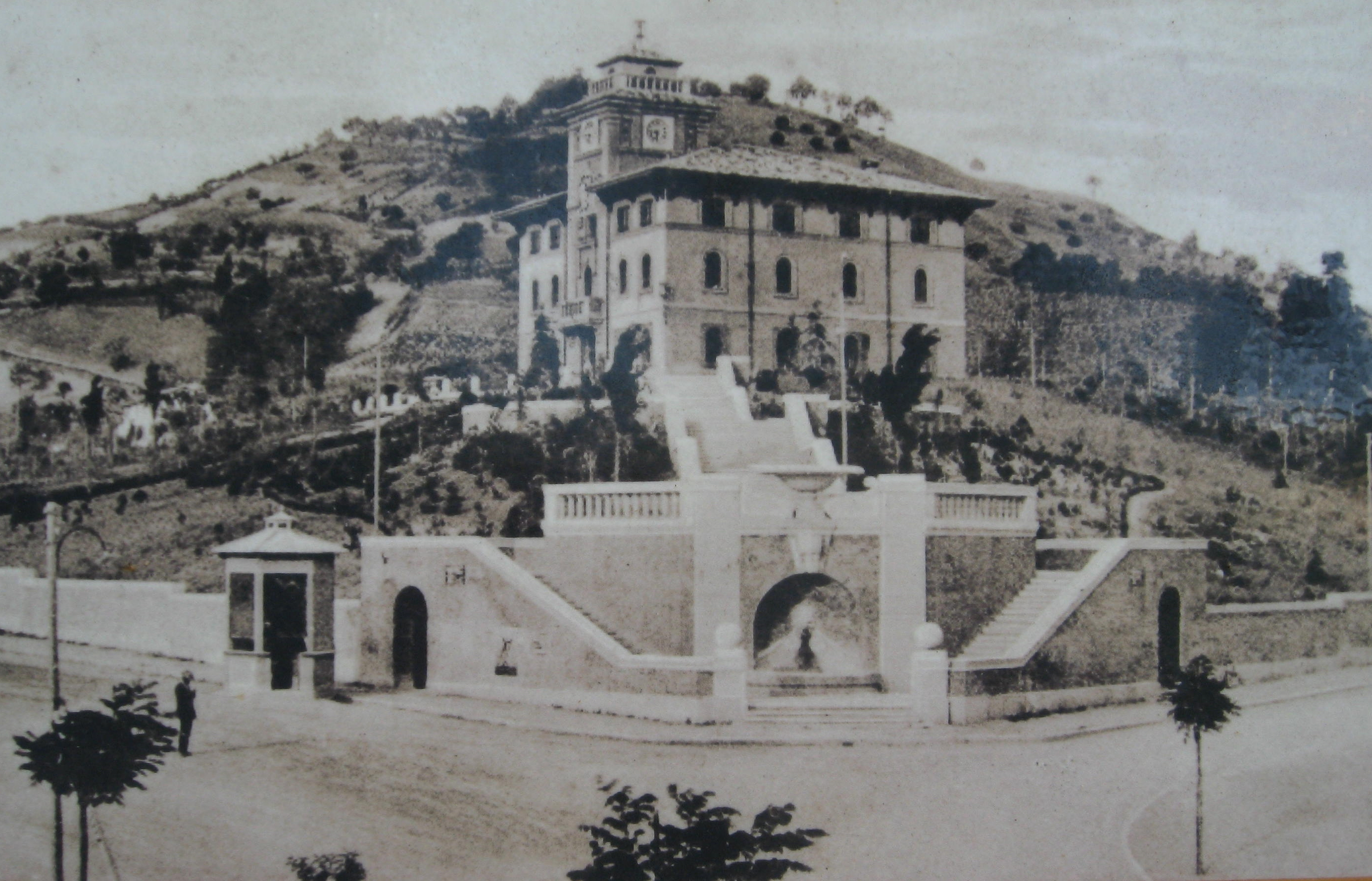
Palazzo Varano im Jahre 1931

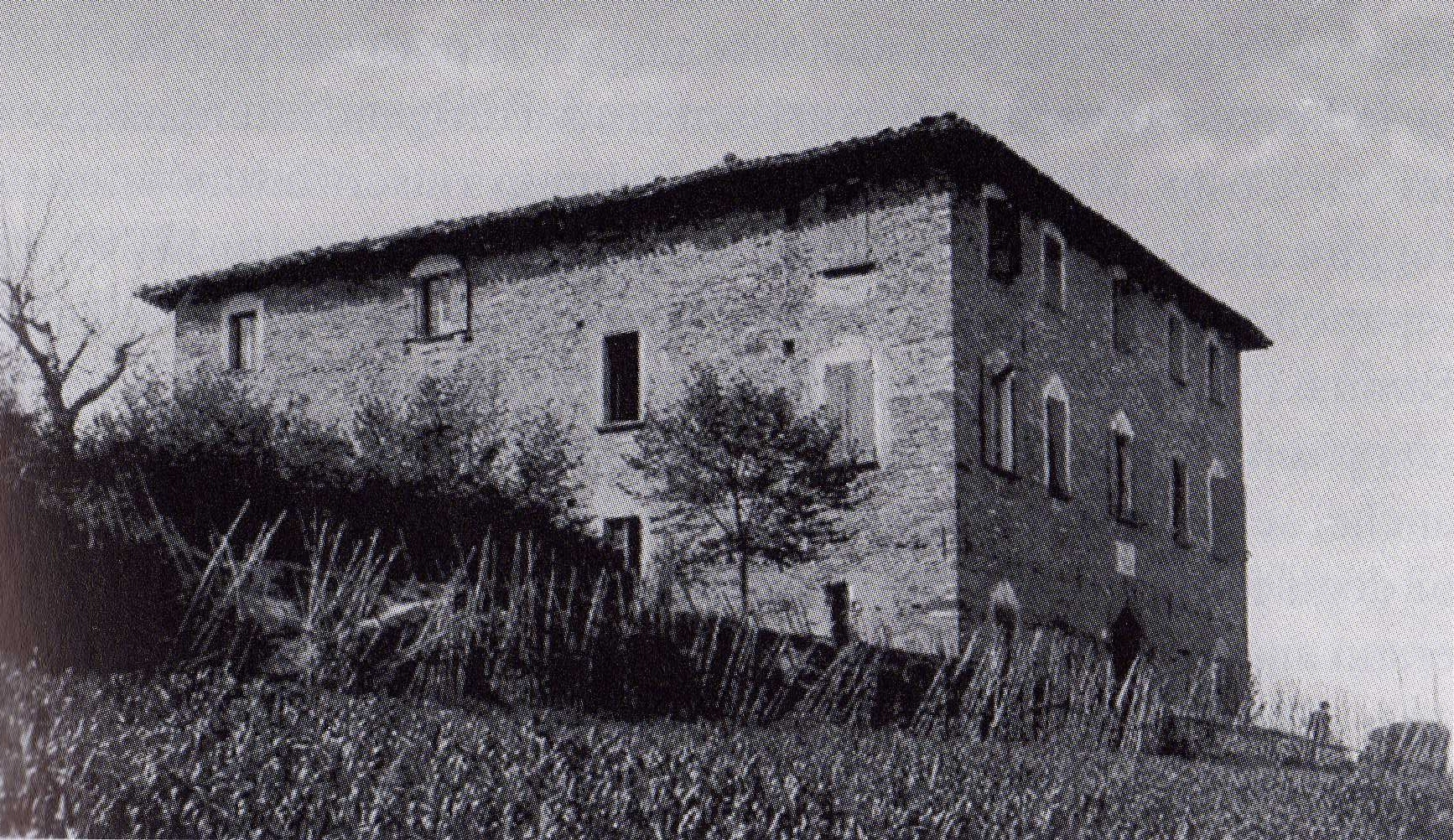
Palazzo Varano vor den Umbauarbeiten

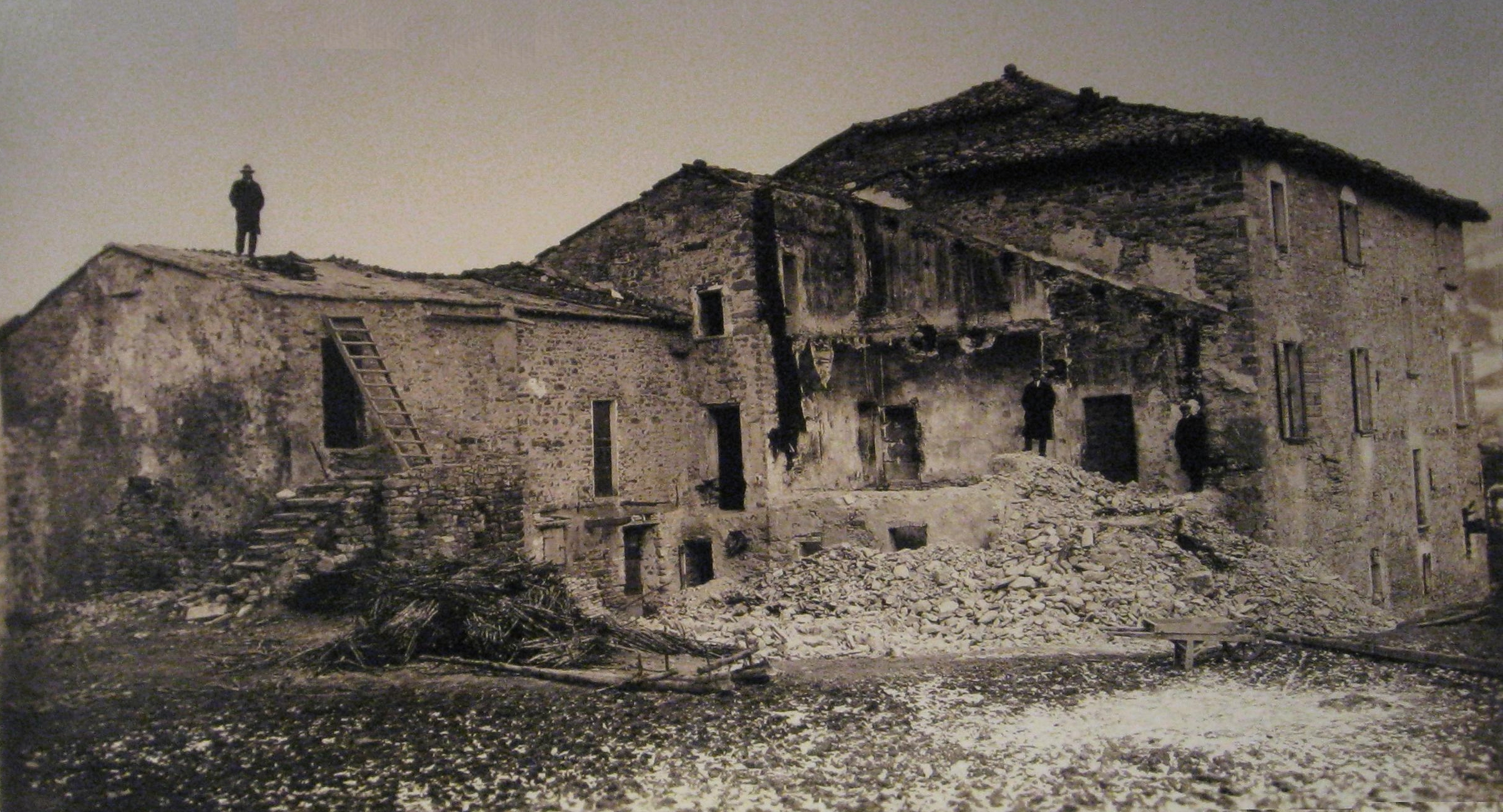
Abriss der Gebäude hinter dem Palazzo Varano auf einem Foto vom 6. Dezember 1925

Der Palazzo Varano ist ein Palast im Zentrum von Predappio in der italienischen Region Emilia-Romagna. Es liegt an der Piazza Sant’Antonio neben der Kirche Sant’Antonio und dient als Sitz der Gemeindeverwaltung. Der Palast liegt etwas erhöht gegenüber dem Dorf und ist von einem weitläufigen Garten umgeben, der als Gemeindepark fungiert.

## Geschichte und Beschreibung
Das Gebäude hat sicher alte Wurzeln, aber man weiß trotz umfangreicher Bemühungen der örtlichen Geschichtswissenschaftler wenig bis gar nichts über seine Geschichte. Letztere versuchten, vor allen Dingen in der Zeit des Faschismus, historische Quellen zu suchen, die der Vergangenheit des Palastes Prestige verliehen hätten. Das Toponym „Varano“ ist gesicherten römischen Ursprungs, so wie das Toponym „Dovia“, mit der der benachbarte Ortsteil Dovia di Predappio benannt ist, in dem Benito Mussolini geboren wurde.
Die Geschichte des Palastes bleibt bis ins 19. Jahrhundert verborgen. In dieser Zeit wurde er von Zeit zu Zeit Wohnsitz der Armen der Kommune und danach Sitz einer Grundschule, in der auch Rosa Maltoni, die Mutter des nachmaligen Diktators, unterrichten sollte. Mit der Geburt Benito Mussolinis 1883 zog dessen Familie in den Palast ein und wohnte dort ungefähr zwanzig Jahre lang.
Damals sah der Palast vollkommen anders aus als heute. Es handelte sich tatsächlich um ein rustikales und grobes Gebäude quadratischer Form. Es war aus Schwammstein lokaler Provenienz erbaut und nicht verputzt, ähnlich dem Haus, in dem Benito Mussolini geboren wurde.
Im Jahre 1926 wurde das Gebäude umfangreich vom Architekten Florestano Di Fausto umgebaut, sodass sich sein Aussehen grundlegend änderte. Aus dem groben Haus wurde ein geeignetes Landgemeindehaus mit anmutigeren Formen und weichen Linien, verfeinert mit Statuen und Stuck. Das allgemeine Aussehen des Gebäudes wurde auch durch den Bau eines kleinen Glockenturmes mit Uhr an der Fassade zum Platz hin verändert.
Die drei Stockwerke, aus denen das Gebäude besteht, sind durch eine große Treppe aus grauem Stein verbunden, der aus den Peperino-Steinbrüchen von Viterbo, während sich Mussolini selbst um die Inneneinrichtung kümmerte, der auf eigene Kosten elf Kisten Möbel und anderer Einrichtungsgegenstände aus Rom schickte.
Vor den Eingang wurde ein Brunnen gesetzt, von dem aus sich ein Garten erstreckt, der mit geometrischen Ornamenten verziert ist, die heute die verschiedenen Arten von Liktorenbündel ersetzen, die vor dem Krieg modern waren.
Von besonderem Interesse ist die Zugangstreppe zum Palazzo Varano, die 1929, wiederum von Florestano Di Fausto projektiert und gebaut wurde, der eine hochsymbolische und feierliche Komposition schuf. Von oben, vom Turm des Palastes aus, gesehen nimmt die große Treppe die Form eines Pfeils an, der symbolisch auf die Rocca delle Caminate, die private Sommerresidenz Mussolinis, zeigt.
Wenn man von der Treppe herunterkommt, stößt man zuerst auf einen kleinen, offenen Raum, der von Bänken umgeben ist, der metaphorisch eine Umarmung der Gemeinde gegenüber der Gemeinschaft zu symbolisieren scheint. Wenn man weiter hinuntergeht, kann man auf der rechten Seite, in der Nähe des Palastes, einen großen Käfig sehen, der von Pflanzen überwuchert und heute rostig ist. Darin wurde in den 1920er-Jahren ein Steinadler gehalten, das Symbol der Stärke und des römischen Geistes des Regimes.

## Bildergalerie

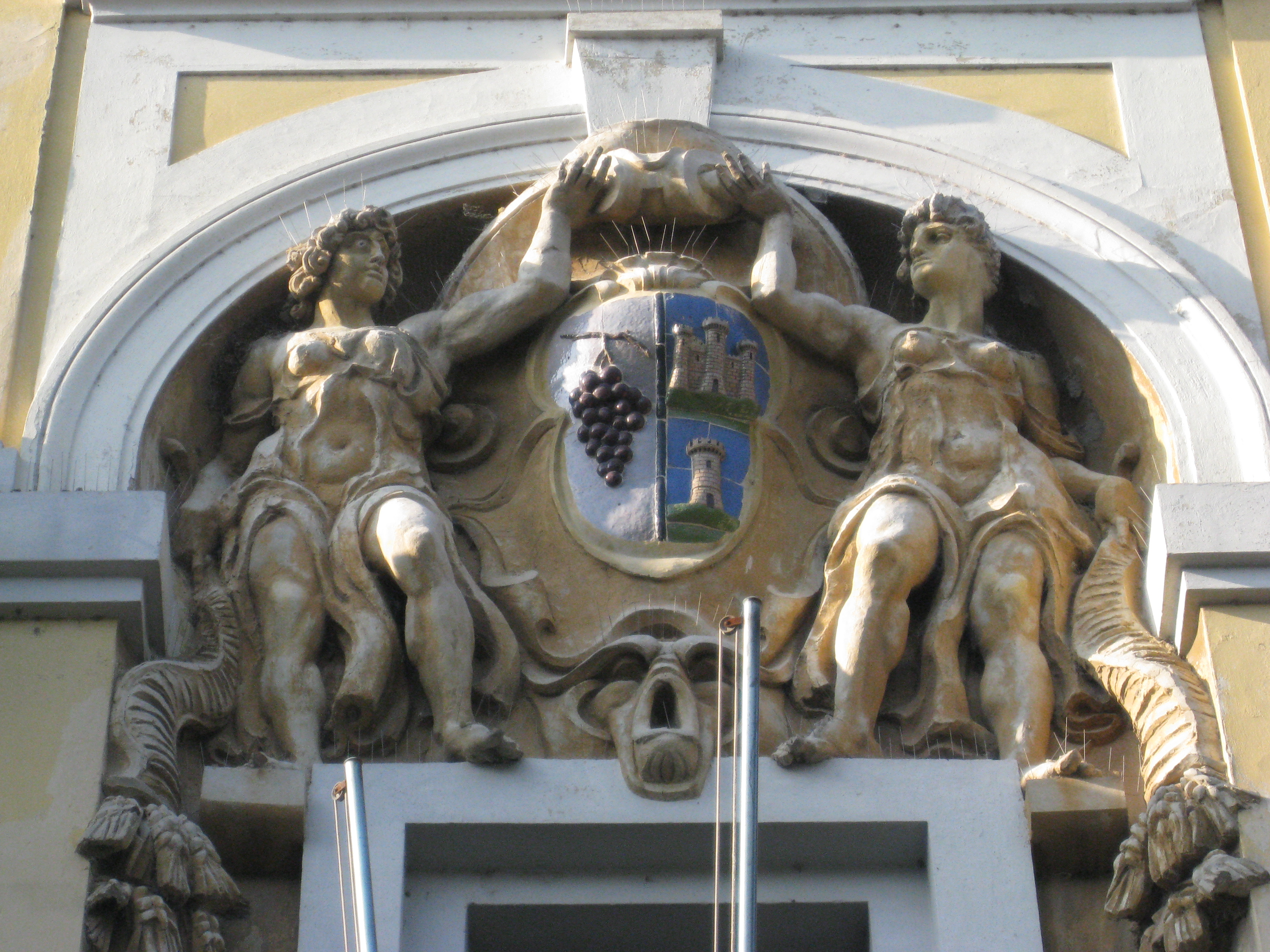
Detail des Wappens auf der Fassade des Palazzo Varano
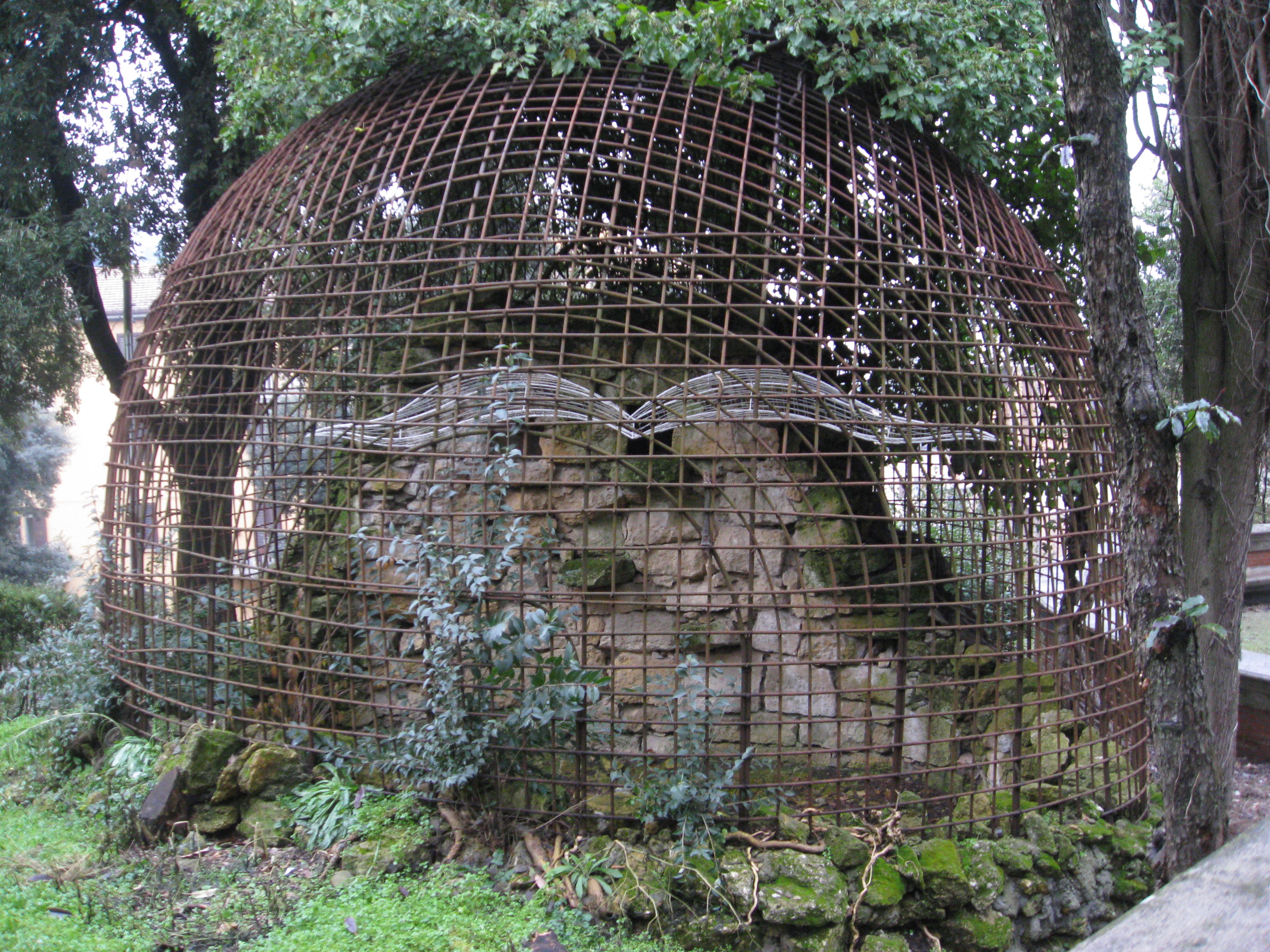
Käfig, in dem der Adler untergebracht war
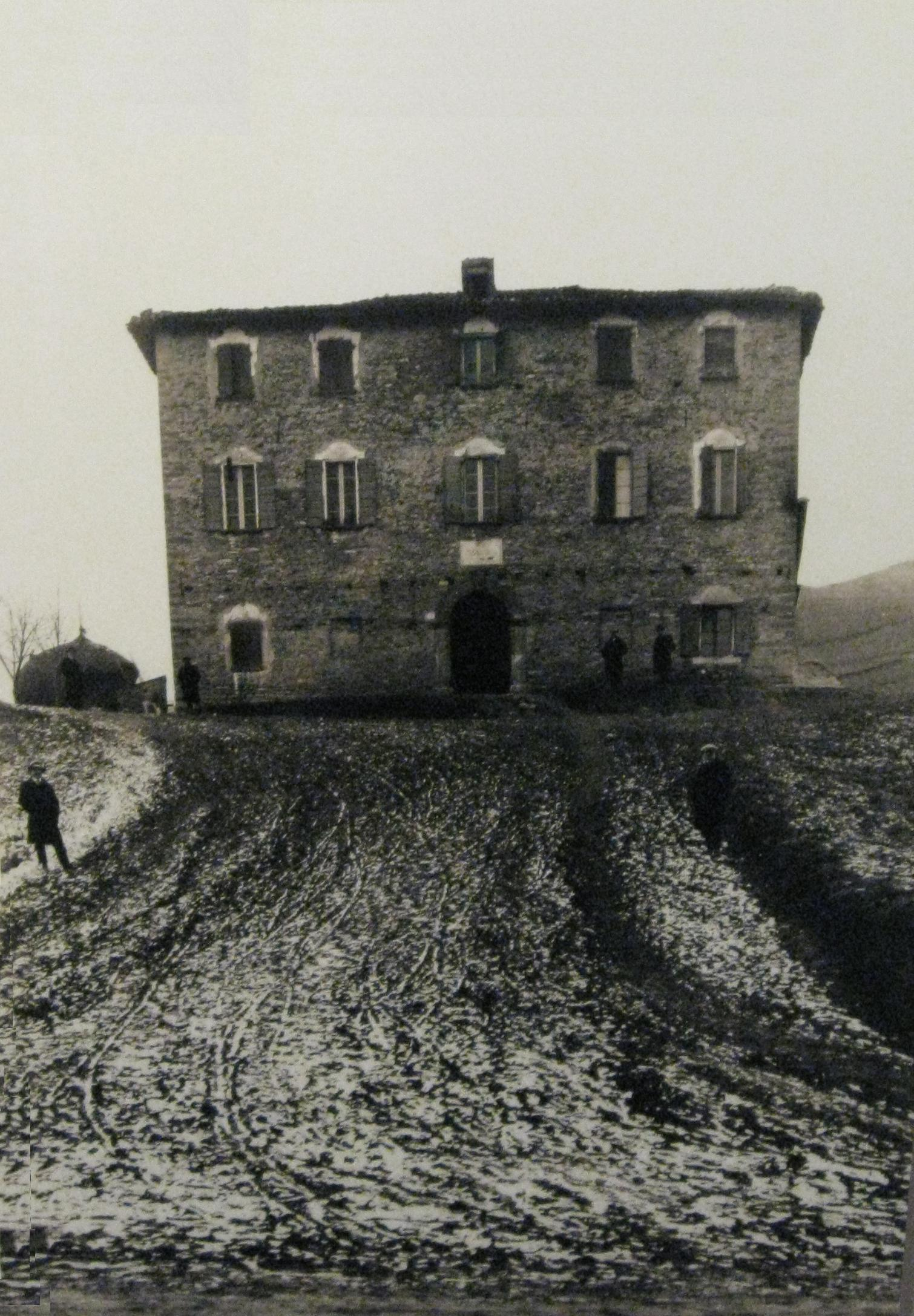
Erdarbeiten am Palazzo Varano am 6. Dezember 1925